# 湯姆·伍德
湯姆·伍德（英語：Tom Wood；1986年11月3日—）是一位英格蘭橄欖球運動員。他是英格蘭國家橄欖球隊的一員，代表英格蘭參加了2015年世界盃橄欖球賽。